# Средец (промишлена зона)
Научно-промишлена зона „Средец“ е квартал на град София, България, разположен в район Красно село, западно от центъра на града.
Намира се между булевард „Никола Мушанов“ и улиците „Житница“ и „Костенец“, като граничи с кварталите „Красна поляна 3“ и „Сердика“ на североизток, „Лагера“ на югоизток, „Славия“ и „Овча купел“ на югозапад и „Факултета“ и „Красна поляна 2“ на северозапад.
В зоната е разположена Отоплителна централа „Земляне“ и трамвайно депо на Центъра за градска мобилност.

## Улици и произход на имената им
| Път              | Наречен на                            | Местоположение |
| ---------------- | ------------------------------------- | -------------- |
| „Житница“        | ?                                     | Карта          |
| „Костенец“       | Костенец, село в Ихтиманско           | Карта          |
| „Никола Мушанов“ | Никола Мушанов (1872 – 1951), политик | Карта          |